# Daiane dos Santos
Daiane Garcia dos Santos (Porto Alegre, 10 febbraio 1983) è un'ex ginnasta brasiliana.

## Palmarès

### Mondiali
- 1 medaglia:
  - 1 oro (Anaheim 2003 nel corpo libero)

### Coppa del mondo
- 2 medaglie:
  - 2 ori (Birmingham 2004 nel corpo libero; San Paolo 2006 nel corpo libero)

### Universiadi
- 2 medaglie:
  - 1 oro (Izmir 2005 nel corpo libero)
  - 1 argento (Pechino 2001 nel corpo libero)

### Giochi panamericani
- 5 medaglie:
  - 2 argenti (Winnipeg 1999 nel volteggio; Rio de Janeiro 2007 a squadre)
  - 3 bronzi (Winnipeg 1999 nel corpo libero; Winnipeg 1999 a squadre; Santo Domingo 2003 a squadre)

### Campionati panamericani
- 3 medaglie:
  - 1 oro (Cancún 2001 nel corpo libero)
  - 1 argento (Cancún 2001 a squadre)
  - 1 bronzo (Cancún 2001 nel volteggio)

### Giochi sudamericani
- 3 medaglie:
  - 2 ori (Cuenca 1998 a squadre; Cuenca 1998 nel volteggio)
  - 1 bronzo (Cuenca 1998 nel corpo libero)